# Traffic (film)
A Traffic 2000-ben bemutatott amerikai bűnügyi filmdráma, melyet Stephen Gaghan forgatókönyvéből Steven Soderbergh rendezett. A film a Traffik című 1989-es brit Channel 4 televíziós sorozat adaptációja. A főszerepet Don Cheadle, Benicio del Toro, Michael Douglas, Erika Christensen, Luis Guzmán, Dennis Quaid, Catherine Zeta-Jones, Jacob Vargas, Tomás Milián, Topher Grace, James Brolin, Steven Bauer és Benjamin Bratt alakítja. A filmben angol és spanyol nyelvű párbeszédek is szerepelnek.
A 20th Century Studios, a film eredeti finanszírozói azt követelték, hogy Harrison Ford játssza a főszerepet, és hogy a forgatókönyvön jelentős változtatásokat eszközöljenek. Soderbergh visszautasította, és a forgatókönyvet más nagy hollywoodi stúdióknak is felajánlotta, a Traffic inkább politikai film, mint a legtöbb más hollywoodi produkció - emiatt elutasították a háromórás játékidejű filmet. Az USA Filmsnek azonban kezdettől fogva tetszett a projekt, és több pénzt ajánlott a filmkészítőknek, mint a Fox. Soderbergh maga kezelte a kamerát, és minden egyes történetszálhoz sajátos színárnyalatot vett fel, hogy a nézők meg tudják különböztetni őket egymástól.
A Traffic 2001. december 27-én került bemutatásra az Amerikai Egyesült Államokban, és a kritikusok elismerően nyilatkoztak a stílusról, a narratíváról, az összetettségről, az üzenetekről és az alakításokról (különösen del Toróé). A Traffic számos díjat, köztük négy Oscar-díjat nyert: Steven Soderbergh a legjobb rendezőnek, Benicio del Toro a legjobb férfi mellékszereplőnek, Stephen Gaghan a legjobb adaptált forgatókönyvnek és Stephen Mirrione a legjobb vágásnak járó elismerést kapta. A film kereskedelmi szempontból is sikeres volt, világszerte 207,5 millió dolláros bevételt ért el, ami jóval meghaladta a 46 millió dolláros becsült költségvetést.
2004-ben az USA Network egy minisorozatot vetített - szintén Traffic címmel -, amely ezen a filmen és az 1989-es brit tévésorozaton alapult.
Az elnök konzervatív bírót nevez ki Amerika kábítószer elleni egyre fokozódó háborújának élére, ám kiderül, hogy annak tinédzser lánya crackfüggő. Két DEA ügynök próbál védeni egy informátort, míg egy bebörtönzött drogbáró felesége folytatja a családi üzletet.

## Cselekmény

### Mexikói történet
Mexikóban Javier Rodriguez (Benicio del Toro) rendőr és társa, Manolo Sanchez (Jacob Vargas) megállítanak egy drogszállítmányt, és letartóztatják a futárokat. Letartóztatásukat megzavarja Salazar tábornok (Tomás Milián), egy magas rangú mexikói tisztviselő, aki úgy dönt, hogy felbéreli Javiert. Salazar utasítja őt, hogy tartóztassa le Francisco Florest (Clifton Collins Jr.), az Obregón fivérek által vezetett Tijuana kartell bérgyilkosát. Salazar kifejezi, hogy le akar számolni az Obregón-kartellel, és Flores lesz ennek első lépése.
Visszatérve Tijuanába, Flores kínzás alatt megadja Salazarnak az Obregón-kartell fontos tagjainak nevét, akiket hamarosan letartóztatnak. Javier és Salazar erőfeszítései nyomán az Obregón fivérek kokainüzletét kezdik megbénítani, de Javier hamarosan rájön az igazságra. Miközben Salazar parancsára egy nőt szállítanak, Javier és Manolo felfedezik, hogy a ház, ahová megérkeznek, Porfirio Madrigal, „A Skorpió” otthona; aki a Juárez-kartell drogbárója.
A két rendőr arra következtet, hogy Salazar a Juárez-kartell bábja, és hogy a mexikói drogellenes kampány csalás. Salazar haszonszerzés céljából irtja az Obregón kartellt, és titokban Madrigallal és annak Juárez-akciójával szövetkezik. Manolo megpróbálja eladni az információt Salazar valódi kapcsolatáról az észak-amerikai Drogellenes Hivatalnak (DEA), de Salazar rájön a tervére, és meggyilkoltatja a sivatagban, Javier pedig kénytelen végignézni. Mivel Javier már nem bírja elviselni, hogy Salazarnak dolgozzon, alkut köt a DEA-val. Javier sajnálja, amiért a kormánya ellen fordult, de beleegyezik, hogy tanúvallomását áramellátásra cserélje a környéken. Javier szerint, ha a környéken lesz áram, akkor a gyerekek éjszaka biztonságban baseballozhatnak, ahelyett, hogy a drogok és a bűnözés mérgező alvilágába csábítanák őket. Végül Salazar minden titkára fény derül, és letartóztatják. Nem sokkal később Salazar ugyanabban a börtönben hal meg, ahol Florest is megkínozták, bár hogy törvényes vagy titkos módon, az nem derül ki.
Ahogy a film véget ér, később Javier látható, amint más emberek között ül néhány lelátón éjszaka. Az emberek nézik, ahogy kisgyerekek nevetgélnek és játszanak egymással egy baseball-meccset, és mit sem tudnak a drogvilág sötét eseményeiről. Javier úgy nézi, hogy egy pillanatra megállt a bűnözés és a fájdalom körforgása.

### Wakefield története
Robert Wakefieldet (Michael Douglas), egy konzervatív ohiói bírót nevezi ki az elnök a Nemzeti Kábítószer-ellenőrzési Hivatal élére. Robertet elődje (James Brolin) és több befolyásos politikus figyelmezteti, hogy a „drogellenes háború” megnyerhetetlen.
Robert tinédzser lánya, Caroline (Erika Christensen), az addig kiválóan teljesítő kitűnő tanuló, kokain, metamfetamin és hamarosan heroin felhasználóvá válik. Caroline szinte azonnal függő lesz, miután barátja, Seth  bevezeti őt a freebasing-be.
Egy éjszaka, miután egy diáktársuk túladagolja magát kokainnal, Caroline-t és barátait letartóztatják, miközben megpróbálják névtelenül kidobni a diákot a kórház előtt.
Miközben Robert és felesége, Barbara küzd a problémával, Robert rájön, hogy Barbara már több mint hat hónapja tud a lányuk drogfogyasztásáról. Egyik este, miután összeveszett a feleségével, Robert rajtakapja Caroline-t a fürdőszobában, amint teljesen betépve freebizik. Robert dühében elküldi a lányt elvonóra, mielőtt elindul, hogy találkozzon Salazar tábornokkal Mexikóvárosban.
A mexikói látogatás során felbátorodik Salazar sikeres erőfeszítései által, amelyekkel az Obregón fivérek kartelljének megfojtására törekszik. A lánya helyzetéből fakadó feszültséget érezve Robert megkérdezi Salazart, hogyan kezeli a mexikói kormány a függőség kezelését. Robert kénytelen leplezni pánikját, amikor Salazar ridegen azt válaszolja, hogy a függők túladagolással „kezelik magukat”. Ezalatt Caroline-nak sikerült megszöknie a rehabilitációs intézetből.
Caroline visszatér Cincinnati-ba, hogy további drogokat szerezzen, és végül fizetségként lefekszik Seth drogdílerével. Robert ekkorra már megtudja, hogy Salazar tábornokot letartóztatták, és valójában a drogellenes kampány ellen dolgozott. Ezután, miután kiderül, hogy Caroline ékszereket és pénzt lopott, Robert kétségbeesetten elindul, hogy maga keresse meg. Kirángatja Seth-et az iskolából, és ketten elindulnak a drogdíler tartózkodási helyére. Megérkezésükkor a díler dühösen megtagadja, hogy bármilyen információt adjon Caroline-ról, és fegyverrel a kezében távozásra utasítja őket.
Később Robert követi Seth-et egy lepukkant szállodába, ahol korábban már jártak, és egy félig eszméletlen Caroline-t talál, akit épp egy idősebb férfinak akarnak prostituálni. Mivel a lányt élve találja, Robert sírva fakad, miközben Seth csendben távozik.
Washingtonba visszatérve Robert arra készül, hogy beszédet tartson a kábítószer elleni háború megnyerésére irányuló „10 pontos tervről”. Amikor azonban a drogfüggőket nevezi meg „ellenségként”, meginog, amikor rádöbben saját helyzetének tragikumára. Kijelenti, hogy a drogok elleni háború még egyesek saját családtagjai ellen is háborút jelent, amit már nem tud támogatni, és kisétál a sajtótájékoztatóról, hogy visszatérjen a családjához.
Robert és Barbara elmennek a lányukkal egy Névtelen Narkotikusok találkozóra, ahol a lány megjegyzi, hogy milyen fejlődést ért el. Robert a lánya támogatásával válaszol, és azzal a teljes szándékukkal, hogy a továbbiakban „meghallgatják”.

### Ayala/DEA történet
San Diegóban egy titkos DEA nyomozást vezet Montel Gordon  és Ray Castro egy névtelen forrástól kapott fülest követően. Ez Eduardo Ruiz letartóztatásához vezet, aki egy nagystílű díler, aki magát lakatos üzlet tulajdonosának adja ki. Némi kezdeti nyomásgyakorlás után Ruiz úgy dönt, hogy a mentességhez vezető veszélyes utat választja, és feladja a főnökét: ő Carl Ayala drogbáró, az Obregón fivérek legnagyobb elosztója az Egyesült Államokban. Ayala ellen vádat emel a Robert Wakefield által kiválasztott ügyész, azzal a szándékkal, hogy üzenetet küldjön a mexikói drogkartelleknek.
Miközben Ayala ellen megkezdődik a tárgyalás, terhes felesége, Helena megtudja férje valódi foglalkozását annak társától, Arnie Metzgertől. A férje életfogytiglani börtönbüntetését és a gyermeke elleni halálos fenyegetéseket látva Helena úgy dönt, hogy belép Carl alvilágába, és utánanéz néhány kapcsolatának. Ezután felbéreli Francisco Florest, hogy gyilkolja meg Eduardo Ruizt; tudva, hogy Ruiz megölésével gyakorlatilag véget ér a per nolle prosequi. Flores egy autóbombát helyez el egy DEA autóra a merénylet során, de Ruiz azt mondja az ügynököknek, hogy az autó helyett gyalog akar a szállodába menni; Helena utasítja Florest, hogy lője le Ruizt a járdán. Amikor Flores meghúzza a ravaszt, a kartell mesterlövésze lövi le Florest a Javierrel és Salazar tábornokkal való együttműködéséért, a DEA pedig a zűrzavarban lelőtte őt. A káosz közepette Castro ügynök a kocsiért rohan, és azonnal meghal, de Gordon és Ruiz sértetlen marad.
Helena, tudván, hogy Ruiz hamarosan tanúskodni fog, találkozik Juan Obregón drogbáróval, az Obregón-kartell vezetőjével. Miközben tárgyalnak, Obregón azt találgatja, hogy Ruiz és Ayala bukása a saját szervezetükön belüli kiszivárogtatásnak köszönhető. Feszült szóváltás után Helena és Obregón megegyezésre jutnak. A felderíthetetlen és korszerű kokainforgalmazásért cserébe az Ayala család lesz az Obregón kokain kizárólagos forgalmazója, elengedik az adósságukat, és Eduardo Ruizt megölik. A tanúvallomása napján Ruizt meggyilkolják, miután egy Obregón-társa megmérgezi a reggelijét. Ruiz kínok között hal meg, Gordon tehetetlen, ezzel gyakorlatilag véget ér a tárgyalás, és Ayala kiszabadul. Ayala és Metzger telefonbeszélgetése során Ayala arra a következtetésre jut, hogy eredetileg Metzger volt az, aki Ruizról informálta. Nyilvánvalóan a mexikói Juárez-kartell hatalmi törekvéseiben Metzger 3 millió dollárt fogadott el azért, hogy Ruizról informálja az FBI-t, és elősegítse Ayala és Obregón szervezetének bukását. Amikor Ayala leteszi a telefont, Metzger azt látja, hogy két bérgyilkos lép be az irodájába.
Hirtelen Gordon ront be Ayala házába a hazatérési ünnepség közben. A testőrök a földre kényszerítik, de Gordonnak sikerül titokban lehallgató poloskát elhelyeznie Ayala íróasztala alatt. Gordon kénytelen elhagyni az ingatlant, és magában mosolyog, mert tudja, hogy most új lehetőség nyílik Ayala és Helena csapdába ejtésére.

## Szereplők
(Zárójelben a magyar hangok feltüntetve)
- Benicio del Toro – Javier Rodriguez, a mexikói rendőrség tisztje, Manolo Sanchez rendőrtársa. (Rátóti Zoltán)
- Jacob Vargas – Manolo Sanchez, a mexikói rendőrség tisztje, Javier Rodriguez társa.
- Marisol Padilla Sánchez – Ana Sanchez, Manolo felesége.
- Tomás Milián – Arturo Salazar tábornok, a mexikói hadsereg korrupt tábornoka, aki kapcsolatban áll Porfirio Madrigallal, a nagyhatalmú Juarez kartell vezetőjével. (Barbinek Péter)
- Michael Douglas – Robert Wakefield, egy befolyásos ohiói bíró, Caroline apja. (Dörner György)
- Amy Irving – Barbara Wakefield, Robert Wakefield felesége. (Fehér Anna)
- Erika Christensen – Caroline Wakefield, Robert Wakefield lánya, aki veszélyeztetett drogfogyasztó. (Zsigmond Tamara)
- Topher Grace – Seth Abrahams, Caroline drogos barátja. (Hevér Gábor)
- D. W. Moffett – Jeff Sheridan (zéles Tamás)
- James Brolin – Ralph Landry tábornok, Robert elődje. (Izsóf Vilmos)
- Albert Finney – A Fehér Ház kabinetfőnöke (Kristóf Tibor)
- Steven Bauer – Carlos Ayala, egy hírhedt és nagyhatalmú mexikói drogbáró. (Haás Vander Péter)
- Catherine Zeta-Jones – Helena Ayala, Carlos Ayala terhes felesége. (Györgyi Anna)
- Dennis Quaid – Arnie Metzger, Carlos Ayala bűntársa. (Szabó Sipos Barnabás)
- Clifton Collins Jr. – Francisco Flores, egy sicario (bérgyilkos), aki az Obregón fivéreknek, a nagyhatalmú Tijuana kartell vezetőinek dolgozik. (Dolmány Attila)
- Don Cheadle – Montel Gordon, DEA ügynök, Ray beépített társa. (Kálid Artúr)
- Luis Guzmán – Ray Castro, DEA ügynök, Montel fedett társa. (Besenczi Árpád)
- Miguel Ferrer – Eduardo Ruiz, egy drogdíler, aki Carlos Ayala-nak dolgozik. (Gruber Hugó)
- Peter Riegert – Michael Adler (Orosz István)
- Benjamin Bratt – Juan Obregón, egy hatalmas mexikói drogbáró, az Obregón fivérek egyike és a Tijuana Kartell vezetője. (Bicskey Lukács)
- Viola Davis – szociális munkás
- John Slattery – Dan Colier ügyész (Wohlmuth István)
- James Pickens Jr. – ügyész (Jakab Csaba)
- Salma Hayek – Rosario (a stáblistán nem szerepel)

## Bevétel
A Traffic 2000. december 27-én került bemutatásra korlátozott számban, négy moziban, ahol a nyitóhétvégén 184 725 dolláros bevételt ért el. 2001. január 5-én került széles körben bemutatásra, 1510 moziban, és a nyitóhétvégén 15,5 millió dolláros bevételt hozott. A film 124,1 millió dollárt hozott Észak-Amerikában és 83,4 millió dollárt a külföldi piacokon, ami világszerte 207,5 millió dolláros összbevételt eredményezett, ami jóval meghaladta a 46 millió dolláros becsült költségvetést.

## Kapcsolat a valós eseményekkel
A cselekmény egyes elemei valós személyeken és eseményeken alapulnak:
- Arturo Salazar tábornok karakterét Jesús Gutiérrez Rebollo mexikói tábornokról mintázták, aki titokban a Juarez-kartell vezetőjének, Amado Carrillo Fuentesnek a fizetési listáján szerepelt.
- Porfirio Madrigal karakterét Fuentesről mintázták.
- Az Obregón fivéreket a Tijuana-kartell, Arellano Félix fivéreiről formálták.

A film egy pontján az El Pasói Hírszerző Központ egyik ügynöke közli Roberttel, hogy az ő pozíciója, a kábítószer-ellenőrzésért felelős tisztviselet, nem létezik Mexikóban. Ahogy az eredeti forgatókönyvben is szerepel, az Instituto Nacional para el Combate a las Drogas igazgatóját a mexikói főügyész hozta létre 1996-ban.

## Top tizes lista
A Traffic több kritikus tízes listáján is szerepelt 2000-ben.
Néhány figyelemre méltó top tízes listás szereplés:
- 2.: A. O. Scott, The New York Times
- 2.: Jami Bernard, New York Daily News'[7]
- 2.: Bruce Kirkland, The Toronto Sun'[8]
- 3. helyezett: Stephen Holden, The New York Times
- 3. helyezett: Owen Gleiberman, Entertainment Weekly
- 3. helyezett: Peter Travers, Rolling Stone
- 4.: Roger Ebert, Chicago Sun-Times'
- 4: Jack Mathews, New York Daily News'[9]

## DVD megjelenés
Az Amerikai Egyesült Államokban a filmet 2002. május 28-án adta ki DVD-n a The Criterion Collection. Ausztráliában a Traffic című filmet a Village Roadshow adta ki DVD-n, MA15+ besorolással. Annak ellenére, hogy az ausztrál pakkban 124 perc hosszúságúnak van feltüntetve, a DVD-n található tényleges változat hossza több mint 141 perc.

## Fordítás
- Ez a szócikk részben vagy egészben  a   Traffic (2000 film) című angol Wikipédia-szócikk fordításán alapul.  Az eredeti cikk szerkesztőit annak laptörténete sorolja fel. Ez a jelzés csupán a megfogalmazás eredetét és a szerzői jogokat jelzi, nem szolgál a cikkben szereplő információk forrásmegjelöléseként.